# Caryomyia cynipsea
Caryomyia cynipsea är en tvåvingeart som beskrevs av Osten Sacken 1862. Caryomyia cynipsea ingår i släktet Caryomyia och familjen gallmyggor. Inga underarter finns listade i Catalogue of Life.